# Удо Латтек
Удо Латтек (нім. Udo Lattek, 16 січня 1935, Босемб, Третій Рейх — 1 лютого 2015, Кельн, Німеччина) — німецький футболіст, що грав на позиції півзахисника. По завершенні ігрової кар'єри — тренер.
Восьмиразовий чемпіон Німеччини (як тренер). Триразовий володар кубка Німеччини (як тренер). Володар Кубка чемпіонів УЄФА (як тренер). Володар Кубка УЄФА (як тренер). Володар Кубка Кубків УЄФА (як тренер). 

## Ігрова кар'єра
У дорослому футболі дебютував виступами за команду клубу «Марієнгайде». Потім виступав за «Баєр 04», «Віпперфюрт».
1962 року перейшов до клубу «Оснабрюк», за який відіграв 3 сезони. Завершив професійну кар'єру футболіста виступами за команду «Оснабрюк» 1965 року.

## Кар'єра тренера
Розпочав тренерську кар'єру відразу ж по завершенні кар'єри гравця, 1965 року, увійшовши до тренерського штабу національної збірної ФРН.
Згодом очолював команди клубів «Баварія», «Боруссія» (Менхенгладбах), «Боруссія» (Дортмунд), «Барселона» та «Кельн».
Останнім місцем тренерської роботи був клуб «Боруссія» (Дортмунд), команду якого Удо Латтек очолював як головний тренер 2000 року.
Помер 1 лютого 2015 року на 81-му році життя у місті Кельн.

## Титули і досягнення

### Як тренера
- Чемпіон Німеччини: 1971-72, 1972-73, 1973-74, 1975-76, 1976-77, 1984-85, 1985-86, 1986-87
- Володар кубка Німеччини: 1970-71, 1983-84, 1985-86
- Володар Суперкубка ФРН: 1976
- Володар Кубка європейських чемпіонів: 1973-74
- Володар Кубка УЄФА: 1978-79
- Володар Кубка Кубків УЄФА: 1981-82

### Особисті
- Найкращий тренер в історії футболу — 19 місце (ESPN)[1]
- Найкращий тренер в історії футболу — 30 місце (France Football)[2][3][4]
- Найкращий тренер в історії футболу — 36 місце (World Soccer)[5][6]